# Tuyến 1 (Đường sắt đô thị Thành phố Hồ Chí Minh)
Tuyến 1 hay còn gọi là Tuyến Bến Thành – Suối Tiên là một tuyến metro thuộc hệ thống Đường sắt đô thị Thành phố Hồ Chí Minh, vận hành vào lúc 10:00 ngày 22 tháng 12 năm 2024. Tuyến đường sắt đô thị này có đoạn đi ngầm dài 2,6 km qua 3 ga và đoạn đi trên cao dài 17,1 km qua 11 ga, tổng chiều dài toàn tuyến là 19,687 km (bao gồm cả depot Long Bình).
Dự án được phê duyệt lần đầu tiên vào năm 2007, được khởi công vào năm 2008 với tổng mức đầu tư hơn 17.000 tỷ đồng. Tuy nhiên, đến năm 2011, dự án được điều chỉnh lên hơn 47.000 tỷ đồng, tăng thêm 30.000 tỷ đồng so với dự tính. Trong đó, vốn vay Cơ quan hợp tác quốc tế Nhật Bản (JICA) là hơn 41.800 tỷ đồng, còn lại là vốn ngân sách thành phố. Theo kế hoạch ban đầu, dự án này được dự kiến hoàn thành xây dựng vào năm 2017 và đưa vào vận hành thương mại năm 2018, tuy nhiên vì những vấn đề về chậm giải phóng mặt bằng và bê bối xây dựng được phát hiện sau khi thanh kiểm tra dự án vào năm 2020, đến hiện tại dự án xin lùi thời gian nghiệm thu và vận hành thương mại đến tháng 7 và cuối cùng là dời đến ngày 22 tháng 12 năm 2024.
Tuyến 1 (Bến Thành – Suối Tiên) của TP.HCM còn kết nối với Tuyến 1 (Suối Tiên – Thành phố mới Bình Dương) của tỉnh Bình Dương (nay thuộc TP.HCM). Từ quy hoạch năm 2024, tuyến 1 sẽ được kéo dài từ ga Bến Thành đến Depot An Hạ, nâng tổng chiều dài toàn tuyến lên đến 40,8 km.
Sau khi xảy ra và phát hiện những sai phạm kỹ thuật và lỗi thiết kế nghiêm trọng, dự án xuất hiện tình trạng chối bỏ trách nhiệm của tổng thầu Nhật Bản là Liên danh Tư vấn chung (NJPT) và Liên danh Sumitomo – Cienco 6 (SCC).
Tuyến 1 chính thức khánh thành vào ngày 9 tháng 3 năm 2025.

## Vốn
Việc bố trí kế hoạch vốn ODA năm 2017 và trung hạn giai đoạn từ năm 2016 đến năm 2020 chưa đáp ứng nhu cầu. Năm 2017 vốn ODA được giao chỉ là 2.119 tỷ đồng trong khi nhu cầu là 5.422 tỷ đồng (đáp ứng được 39%), giai đoạn 2016–2020 nhu cầu vốn là 20.930 tỷ đồng thì tuyến metro 1 mới được giao 7.500 tỷ đồng (đáp ứng được 36%).
Hiện dự án đã giải ngân vốn ODA là 69,427 tỉ Yên (tương đương 13.969 tỉ đồng, bao gồm giải ngân từ khoản tạm ứng ngân sách TP là 1.900 tỉ đồng), đạt 33% tổng vốn ODA; vốn đối ứng giải ngân được 1.465 tỉ đồng, đạt 27%.

### Đội vốn và trì hoãn
Theo kế hoạch, dự án được phê duyệt lần đầu tiên vào năm 2007 với tổng mức đầu tư hơn 17.000 tỷ đồng. Tuy nhiên, đến năm 2011, dự án được điều chỉnh lên hơn 47.000 tỷ đồng, tăng thêm 30.000 tỷ đồng so với dự tính. Trong đó, vốn vay Cơ quan hợp tác quốc tế Nhật Bản (JICA) là hơn 41.800 tỷ đồng, còn lại là vốn ngân sách thành phố. Thủ tướng lúc đó là Nguyễn Tấn Dũng cho phép UBND thành phố phê duyệt điều chỉnh dự án vào tháng 8/2011. Nhưng lúc này chính sách đã thay đổi, dự án thuộc diện phải trình Quốc hội phê duyệt chủ trương đầu tư. Hiện, tổng mức đầu tư dự án vẫn chưa được cơ quan có thẩm quyền.
Dự án dự kiến hoàn thành xây dựng vào năm 2017 và đưa vào khai thác vận hành năm 2018. Nhưng đến năm 2018, dự án mới thi công được 70% khối lượng nên thời gian đi vào hoạt động dự kiến từ cuối năm 2019 đến đầu năm 2020. Sau thời gian dài trì hoãn đến ngày 22 tháng 12 năm 2024 tuyến số 1 đã chính thức chạy thương mại và miễn phí vé cho hành khách đến 20 tháng 1 năm 2025.

### Thiếu tiền
Để vận hành đúng kế hoạch năm 2020, trong giai đoạn 2016–2020 dự án cần khoảng 28.000 tỷ đồng. Tuy nhiên vào  tháng 4, Bộ Kế hoạch và Đầu tư quyết định chỉ bố trí kế hoạch vốn ODA nguồn ngân sách trung ương cho dự án là 7.500 tỷ đồng – dự án thiếu đến 20.500 tỷ. UBND TP HCM đã 4 lần tạm ứng tiền (tổng cộng 3.300 tỷ) để Ban quản lý Đường sắt đô thị TP.HCM thanh toán cho các nhà thầu, chi trả cho nhân viên.
Bị nợ tiền kéo dài, hồi tháng 11, ông Umeda Kunio (Đại sứ Nhật Bản tại Việt Nam) đã gửi văn bản cho Bí thư Thành ủy TP.HCM Nguyễn Thiện Nhân, đề nghị lãnh đạo thành phố chỉ đạo giải quyết số tiền chậm thanh toán cho đơn vị thi công, tư vấn đã lên hơn 100 triệu USD, cảnh báo nếu đến cuối tháng 12 mà các vấn đề này không được giải quyết, dự án sẽ buộc phải ngừng thi công.

## Đầu máy toa xe
Ban quản lý đường sắt đô thị thành phố Hồ Chí Minh cho biết, vào đầu tháng 3/2015 người dân sẽ được vào tham gia, góp ý về kiểu dáng, màu sắc... của tàu metro. Thời gian tham quan kéo dài trong ba tháng. Sau đó, Ban quản lý đường sắt đô thị thành phố sẽ tổng hợp ý kiến, tiếp thu và đề xuất với nhà chế tạo theo yêu cầu của người dân.
Nhận xét về mô hình đầu máy toa xe metro, Ban quản lý đường sắt đô thị cho rằng thiết kế ngoại thất thể hiện hình ảnh hiện đại của đoàn tàu metro này. Màu xanh da trời được lựa chọn cho tàu để thể hiện một vẻ ngoài tươi trẻ và dễ chịu trong điều kiện môi trường của Việt Nam.
Các đoàn tàu của tuyến 1 đều được sản xuất tại Nhật Bản bởi Hitachi, tốc độ thiết kế 110 km/h. Vỏ tàu làm bằng hợp kim nhôm, sơn màu chủ đạo xanh dương.
Tàu có sức chứa tối đa 930 hành khách, gồm 147 chỗ ngồi và 783 chỗ đứng (mật độ: 8 người/m²). Tay vịn, móc nắm được lắp đặt trong toa xe để đảm bảo an toàn cho hành khách. Trên toa tàu còn bố trí thêm vị trí và thiết bị hỗ trợ cho người khuyết tật (đi xe lăn).

### Thông số kĩ thuật
| Hạng mục                       | Hạng mục                        | Thông số chi tiết |
| ------------------------------ | ------------------------------- | --- |
| Kích thước                     | Toa xe                          | Dài (không tính móc nối): - Mc: 20 250 mm (20 750 mm) - T: 19 500 mm Rộng: 2 950 mm Cao: - Từ đỉnh ray đến sàn xe: 1 150 mm - Từ đỉnh ray đến mui xe: 3 655 mm - Từ đỉnh ray đến hệ thống điều hòa không khí: 4 080 mm |
| Kích thước                     | Cửa lên xuống                   | Rộng: 1 300 mm; Cao: 1 850 mm |
| Năng lực chuyên chở hành khách | Năng lực chuyên chở hành khách  | Mc: – T: – |
| Hiệu suất vận hành             | Gia tốc                         | – |
| Hiệu suất vận hành             | Giảm tốc (thông hường/khẩn cấp) | – |
| Tải trọng trục lớn nhất        | Tải trọng trục lớn nhất         | 16 tấn |

### Cấu hình
Cấu hình 3 toa xe (2M1T, dài 61,5 m): giai đoạn đầu (đã về đến depot Long Bình ngày 10/10/2020)
| Toa           | 1 >                | 2                  | 3 <                |
| ------------- | ------------------ | ------------------ | ------------------ |
| Loại          | Mc                 | T                  | Mc                 |
| Phân loại UIC | Bo′Bo′+2′2′+Bo′Bo′ | Bo′Bo′+2′2′+Bo′Bo′ | Bo′Bo′+2′2′+Bo′Bo′ |

Cấu hình 6 toa xe dự kiến (4M2T, dài 121,5 m):
| Toa           | 1 >                                   | 2                                     | 3 >                                   | 4 <                                   | 5                                     | 6 <                                   |
| ------------- | ------------------------------------- | ------------------------------------- | ------------------------------------- | ------------------------------------- | ------------------------------------- | ------------------------------------- |
| Loại          | Mc                                    | T                                     | M                                     | M                                     | T                                     | Mc                                    |
| Phân loại UIC | Bo′Bo′+2′2′+Bo′Bo′+Bo′Bo′+2′2′+Bo′Bo′ | Bo′Bo′+2′2′+Bo′Bo′+Bo′Bo′+2′2′+Bo′Bo′ | Bo′Bo′+2′2′+Bo′Bo′+Bo′Bo′+2′2′+Bo′Bo′ | Bo′Bo′+2′2′+Bo′Bo′+Bo′Bo′+2′2′+Bo′Bo′ | Bo′Bo′+2′2′+Bo′Bo′+Bo′Bo′+2′2′+Bo′Bo′ | Bo′Bo′+2′2′+Bo′Bo′+Bo′Bo′+2′2′+Bo′Bo′ |

- Mc (Motorized car with driving cabin): Toa xe động lực có buồng lái
- M (Motorized car): Toa xe động lực không có buồng lái
- T (Trailer car): Toa xe kéo theo không có buồng lái
- Tc (Trailer car with driving cabin): Toa xe kéo theo có buồng lái (không sử dụng)

## Hướng tuyến và nhà ga

### Hướng tuyến

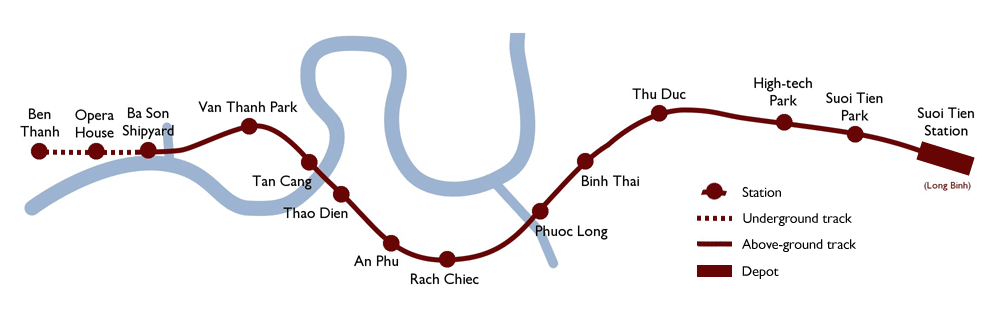
Bản đồ lộ trình tuyến 1: Bến Thành – Suối Tiên

Điểm đầu của tuyến tại chợ Bến Thành, đi ngầm 2,6 km từ ga Bến Thành đến ga Nhà hát Thành phố và ga Ba Son tại khu đô thị Vinhomes Golden River sau đó đi trên cao 17,1 km theo rạch Văn Thánh rồi đi ngang qua sông Sài Gòn rồi chạy dọc theo xa lộ Hà Nội và kết thúc tại ga cuối Suối Tiên, ngay phía trước Bến xe Miền Đông mới.
Từ quy hoạch năm 2024, tuyến 1 sẽ kéo dài thêm đoạn từ ga Bến Thành đến Depot An Hạ với lộ trình bổ sung từ điểm đầu tại khu vực gần kênh An Hạ thuộc xã Phạm Văn Hai, huyện Bình Chánh. Từ đó đi dọc theo đường Thanh Niên rồi rẽ trái đi song song với đường Trần Hải Phụng đến Vĩnh Lộc B, sau đó tuyến đi thẳng đến ngã ba Mã Lò – Lê Văn Qưới rồi đi dọc theo các tuyến đường Lê Văn Qưới, Hòa Bình, Ông Ích Khiêm, Lãnh Binh Thăng, Ba Tháng Hai và Lý Thái Tổ đến Ngã Sáu Cộng Hòa. Từ nút giao này đi dọc theo một phần của tuyến 3A cũ qua chợ Thái Bình để đến ga Bến Thành.

### Danh sách các nhà ga
Gồm 14 nhà ga và 1 depot:
|      |                     |                     |       |        |                                                                          | |              |  |  |
| L101 | Bến Thành           | Ben Thanh           | –     | 0,000  | L1 Tuyến 1 kéo dài (trên kế hoạch) L2 (đang xây dựng) L4 (trên kế hoạch) | DL01 | Bến Thành    |  |  |
| L102 | Nhà hát Thành phố   | Opera House         | 0,715 | 0,715  |                                                                          | DL01, DL02                                                                                                  | Sài Gòn      |  |  |
| L103 | Ba Son              | Ba Son              | 0,991 | 1,706  |                                                                          | Vận tải xe buýt · Tuyến 30 · Tuyến 44 · Tuyến 53 · Tuyến 56 · Tuyến 88                                      | Sài Gòn      |  |  |
| L104 | Công viên Văn Thánh | Van Thanh Park      | 1,814 | 3,520  |                                                                          | Vận tải xe buýt · Tuyến 159 · Tuyến 160                                                                     | Thạnh Mỹ Tây |  |  |
| L105 | Tân Cảng            | Tan Cang            | 0,918 | 4,438  | L5 (trên kế hoạch)                                                       | Vận tải xe buýt · Tuyến 30 · Tuyến 53 · Tuyến 55 · Tuyến 56 · Tuyến 104 · Tuyến 158 · Tuyến 160 · Tuyến 161 | Thạnh Mỹ Tây |  |  |
| L106 | Thảo Điền           | Thao Dien           | 1,158 | 5,596  | L5 (trên kế hoạch) L7 (trên kế hoạch)                                    | 60-3 72-1                                                                                                   | An Khánh     |  |  |
| L107 | An Phú              | An Phu              | 0,937 | 6,533  | L5 (trên kế hoạch)                                                       | 60-3 72-1                                                                                                   | An Khánh     |  |  |
| L108 | Rạch Chiếc          | Rach Chiec          | 1,674 | 8,207  |                                                                          | Vận tải xe buýt · Tuyến 99 · Tuyến 154                                                                      | Bình Trưng   |  |  |
| L109 | Phước Long          | Phuoc Long          | 1,506 | 9,713  | L7 (trên kế hoạch)                                                       | 60-3 | Thủ Đức      |  |  |
| L110 | Bình Thái           | Binh Thai           | 1,353 | 11,066 | L6 (trên kế hoạch)                                                       | 60-3 | Thủ Đức      |  |  |
| L111 | Thủ Đức             | Thu Duc             | 1,744 | 12,810 |                                                                          | 60-3 | Thủ Đức      |  |  |
| L112 | Khu công nghệ cao   | High Tech Park      | 2,380 | 15,190 | L10 (trên kế hoạch)                                                      | 60-3 | Linh Xuân    |  |  |
| L113 | Đại học Quốc gia    | National University | 1,575 | 16,765 |                                                                          | 60-1, 60-2, 60-3                                                                                            | Linh Xuân    |  |  |
| L114 | Bến xe Suối Tiên    | Suoi Tien Terminal  | 2,056 | 18,821 | L1 Tuyến 1 kéo dài (trên kế hoạch)                                       | 60-1, 60-2, 60-3, 60-7, 61-9, 61-05, 61-77                                                                  | Đông Hòa     |  |  |

### Khu vực Depot
Depot của tuyến 1 được đặt tại phường Long Bình, thành phố Thủ Đức với diện tích khoảng 27,4 ha, là khu trung tâm điều khiển và bảo dưỡng tàu tuyến 1 đến năm 2040. Bao gồm các tòa nhà vận hành và bảo dưỡng; xưởng chính bảo dưỡng tàu; các cơ sở hạ tầng bảo dưỡng các thiết bị khác của đường ray, hệ thống điện, tín hiệu, thông tin liên lạc; bãi đỗ tàu; trạm vệ sinh tàu; mạng lưới đường nội bộ bên trong và bên ngoài khu vực; và khu văn phòng.

## Tốc độ vận hành
- 100 km/h ở phần trên cao
- 80 km/h ở phần ngầm
- 35 km/h ở khu vực đường vào nhà ga
- 25 km/h ở nhà ga

## Thông tin giờ tàu
| Giai đoạn                             | Thời gian hoạt động | Khung giờ       | Khung giờ   | Dãn cách (phút/chuyến) | Thời gian                                               | Thời gian                                               | Số lượng đoàn tàu vận hành | Số chuyến hoạt động trong ngày | Thời gian dừng | Chú thích     |
| Giai đoạn                             | Thời gian hoạt động | Khung giờ       | Khung giờ   | Dãn cách (phút/chuyến) | Đi Bến xe Suối Tiên                                     | Đi Bến Thành                                            | Số lượng đoàn tàu vận hành | Số chuyến hoạt động trong ngày | Thời gian dừng | Chú thích     |
| ------------------------------------- | ------------------- | --------------- | ----------- | ---------------------- | ------------------------------------------------------- | ------------------------------------------------------- | -------------------------- | ------------------------------ | -------------- | ------------- |
| Giai đoạn 1 (23/12/2024 – 30/07/2025) | 05h00 – 22h00       | Cao điểm        | Cao điểm    | 8                      | 06h20 – 08h12 11h20 – 12h08 15h52 – 18h24               | 05h44 – 07h36 10h44 – 11h32 15h16 – 17h48               | 9                          | 200                            | 30 giây        | [ 14 ]        |
| Giai đoạn 1 (23/12/2024 – 30/07/2025) | 05h00 – 22h00       | Bình thường     | Bình thường | 12                     | 05h00 – 06h12 08h24 – 11h12 12h20 – 15h44 18h36 – 22h00 | 05h00 – 05h36 07h48 – 10h36 11h44 – 15h08 18h00 – 22h00 | 6                          | 200                            | 30 giây        | [ 14 ]        |
| Giai đoạn 2 (01/07 – 15/08/2025)      | 05h00 – 22h00       | Ngày hành chính | Cao điểm    | 7                      | 07h03 – 07h59 16h08 – 18h00                             | 06h33 – 07h43 15h38 – 17h44                             | 11                         | 226                            | 30 giây        | [ 14 ] [ 15 ] |
| Giai đoạn 2 (01/07 – 15/08/2025)      | 05h00 – 22h00       | Ngày hành chính | Cao điểm    | 8                      | 06h08 – 06h56 10h37 – 12h29 15h37 – 16h01               | 05h54 – 06h26 10h31 – 12h23 15h31                       | -                          | 226                            | 30 giây        | [ 14 ] [ 15 ] |
| Giai đoạn 2 (01/07 – 15/08/2025)      | 05h00 – 22h00       | Ngày hành chính | Bình thường | 10                     | 08h09 – 10h29 12h39 – 15h29 18h10 – 20h00               | 05h46 07h53 – 10h23 12h33 – 15h23 17h54 – 19h24         | -                          | 226                            | 30 giây        | [ 14 ] [ 15 ] |
| Giai đoạn 2 (01/07 – 15/08/2025)      | 05h00 – 22h00       | Ngày hành chính | Thấp điểm   | 12                     | 05h00 – 06h00 20h12 – 22h00                             | 05h00 – 05h36 19h36 – 22h00                             | -                          | 226                            | 30 giây        | [ 14 ] [ 15 ] |
| Giai đoạn 2 (01/07 – 15/08/2025)      | 05h00 – 22h00       | Cuối tuần       | Cao điểm    | 8                      | 10h08 – 13h04 15h42 – 20h30                             | 10h02 – 12h58 15h36 – 20h24                             | 9                          | 226                            | 30 giây        | [ 14 ] [ 15 ] |
| Giai đoạn 2 (01/07 – 15/08/2025)      | 05h00 – 22h00       | Cuối tuần       | Bình thường | 10                     | 07h10 – 10h00 13h14 – 15h34 20h40 – 22h00               | 06h34 – 09h54 13h08 – 15h28 20h34 – 21h24               | -                          | 226                            | 30 giây        | [ 14 ] [ 15 ] |
| Giai đoạn 2 (01/07 – 15/08/2025)      | 05h00 – 22h00       | Cuối tuần       | Thấp điểm   | 12                     | 05h00 – 07h00                                           | 05h00 – 06h24 21h36 – 22h00                             | -                          | 226                            | 30 giây        | [ 14 ] [ 15 ] |

## Giá vé
Khi đưa vào vận hành thương mại, tuyến đã miễn phí vé cho người dân trong 30 ngày đầu, từ 22/12/2024 đến 20/01/2025.
Mức giá vé cho tuyến số 1 đã được cố định như sau:
| Nhà ga              | Bến Thành | Nhà hát Thành phố | Ba Son | Công viên Văn Thánh | Tân Cảng | Thảo Điền | An Phú | Rạch Chiếc | Phước Long | Bình Thái | Thủ Đức | Khu Công nghệ cao | Đại học Quốc gia | Bến xe Suối Tiên |
| ------------------- | --------- | ----------------- | ------ | ------------------- | -------- | --------- | ------ | ---------- | ---------- | --------- | ------- | ----------------- | ---------------- | ---------------- |
| Bến Thành           |           | 7                 | 7      | 7                   | 7        | 7         | 7      | 9          | 10         | 12        | 14      | 16                | 18               | 20               |
| Nhà hát Thành phố   | 7         |                   | 7      | 7                   | 7        | 7         | 7      | 8          | 10         | 11        | 13      | 16                | 17               | 20               |
| Ba Son              | 7         | 7                 |        | 7                   | 7        | 7         | 7      | 7          | 9          | 10        | 12      | 15                | 16               | 18               |
| Công viên Văn Thánh | 7         | 7                 | 7      |                     | 7        | 7         | 7      | 7          | 7          | 8         | 10      | 13                | 14               | 17               |
| Tân Cảng            | 7         | 7                 | 7      | 7                   |          | 7         | 7      | 7          | 7          | 7         | 9       | 12                | 13               | 16               |
| Thảo Điền           | 7         | 7                 | 7      | 7                   | 7        |           | 7      | 7          | 7          | 7         | 8       | 10                | 12               | 14               |
| An Phú              | 7         | 7                 | 7      | 7                   | 7        | 7         |        | 7          | 7          | 7         | 7       | 9                 | 11               | 13               |
| Rạch Chiếc          | 9         | 8                 | 7      | 7                   | 7        | 7         | 7      |            | 7          | 7         | 7       | 8                 | 9                | 11               |
| Phước Long          | 10        | 10                | 9      | 7                   | 7        | 7         | 7      | 7          |            | 7         | 7       | 7                 | 8                | 10               |
| Bình Thái           | 12        | 11                | 10     | 8                   | 7        | 7         | 7      | 7          | 7          |           | 7       | 7                 | 7                | 8                |
| Thủ Đức             | 14        | 13                | 12     | 10                  | 9        | 8         | 7      | 7          | 7          | 7         |         | 7                 | 7                | 7                |
| Khu Công nghệ cao   | 16        | 16                | 15     | 13                  | 12       | 10        | 9      | 8          | 7          | 7         | 7       |                   | 7                | 7                |
| Đại học Quốc gia    | 18        | 17                | 16     | 14                  | 13       | 12        | 11     | 9          | 8          | 7         | 7       | 7                 |                  | 7                |
| Bến xe Suối Tiên    | 20        | 20                | 18     | 17                  | 16       | 14        | 13     | 11         | 10         | 8         | 7       | 7                 | 7                |                  |

| Loại vé      | Loại vé             | Giá       |
| ------------ | ------------------- | --------- |
| Vé theo ngày | 1 ngày              | 40.000 đ  |
| Vé theo ngày | 3 ngày              | 90.000 đ  |
| Vé tháng     | Phổ thông           | 300.000 đ |
| Vé tháng     | Học sinh, sinh viên | 150.000 đ |

## Lưu lượng
Trong tuần đầu vận hành, Tuyến 1 đã phục vụ tổng cộng 707.161 lượt hành khách, với ngày cao điểm là Thứ Bảy, 28/12/2024, đạt 175.456 lượt. Riêng lượng hành khách trong ngày này đã lớn hơn tổng lượt khách của Tuyến 2A tại Hà Nội trong tuần đầu vận hành (165.824 lượt).
| Ngày                       | Số chuyến vận hành  | Lưu lượng vận chuyển hành khách theo kế hoạch | Lưu lượng vận chuyển hành khách đã thực hiện | Lưu lượng vận chuyển hành khách đã thực hiện so với kế hoạch | Chú thích                   |
| -------------------------- | ------------------- | --------------------------------------------- | -------------------------------------------- | ------------------------------------------------------------ | --------------------------- |
| 22/12/2024                 | 177 (kế hoạch: 140) | 27.257                                        | 149.870                                      | 549,8%                                                       | [ 20 ] [ 21 ]               |
| 23/12/2024                 | 200                 | 38.939                                        | 38.751                                       | 99,5%                                                        | [ 20 ] [ 21 ]               |
| 24/12/2024                 | 220                 | 38.939                                        | 90.384                                       | 232,1%                                                       | [ 20 ] [ 21 ]               |
| 25/12/2024                 | 200                 | 38.939                                        | 115.962                                      | 297,8%                                                       | [ 20 ] [ 21 ]               |
| 26/12/2024                 | 200                 | 38.939                                        | 72.578                                       | 186,4%                                                       | [ 20 ] [ 21 ]               |
| 27/12/2024                 | 165                 | 38.939                                        | 64.160                                       | 164,8%                                                       | [ 21 ] [ 22 ] [ 23 ]        |
| 28/12/2024                 | 200                 | 38.939                                        | 175.456                                      | 450,6%                                                       | [ 21 ] [ 23 ]               |
| 29/12/2024                 | 200                 | 38.939                                        | 200.948                                      | 516,1%                                                       | [ 21 ] [ 24 ] [ 25 ]        |
| 30/12/2024                 | 200                 | 38.939                                        | 90.015                                       | 231,2%                                                       | [ 26 ] [ 27 ] [ 28 ]        |
| 31/12/2024                 | 220                 | 38.939                                        | 121.477                                      | 312,0%                                                       | [ 26 ] [ 27 ] [ 28 ]        |
| 01/01/2025                 | 247 (246)           | 41.661                                        | 275.144                                      | 660,4%                                                       | [ 29 ]                      |
| 02–04/01/2025              | 600                 | 116.817                                       | –                                            | –                                                            |                             |
| 05/01/2025                 | 200                 | 38.939                                        |                                              |                                                              |                             |
| 06–13/01/2025              | –                   | –                                             | –                                            | –                                                            |                             |
| 14/01/2025                 | –                   | 38.939                                        | 52.444                                       | 134,7%                                                       |                             |
| 15–17/01/2025              | –                   | –                                             | –                                            | –                                                            | [ 30 ]                      |
| 18/01/2025                 | 200                 | 38.939                                        | 120.394                                      | 154,6%                                                       | [ 31 ] [ 32 ] [ 33 ] [ 34 ] |
| 19/01/2025                 | 200                 | 38.939                                        | 120.394                                      | 154,6%                                                       | [ 31 ] [ 32 ] [ 33 ] [ 34 ] |
| 20/01/2025                 | 200                 | 38.939                                        | 51.418                                       | 132,0%                                                       | [ 35 ]                      |
| 21/01/2025                 | 200                 | 38.939                                        | 44.436                                       | 114,1%                                                       | [ 36 ] [ 37 ]               |
| 22/01/2025                 | 200                 | 38.939                                        | 53.678                                       | 137,9%                                                       | [ 38 ]                      |
| Tổng cộng                  | 6.408               |                                               | 2.926.468                                    | 236%                                                         |                             |
| 23/01/2025                 | –                   | –                                             | >44.000                                      | –                                                            |                             |
| 24/12/2025                 | 168                 | –                                             | 52.844                                       | –                                                            | [ 39 ]                      |
| 25/12/2025                 | 168                 | –                                             | 46.304                                       | –                                                            | [ 39 ]                      |
| 26/01/2025                 | 168 (kế hoạch: 188) | –                                             | 45.797                                       | –                                                            | [ 39 ]                      |
| 27/01/2025                 | 168 (kế hoạch: 182) | –                                             | 48.466                                       | –                                                            | [ 39 ]                      |
| 28/01/2025 (29 tháng Chạp) | 168 (kế hoạch: 130) | –                                             | 45.166                                       | –                                                            | [ 39 ]                      |
| 29/01/2025 (Mùng 1 Tết)    | 182                 | –                                             | 92.284                                       | 168%                                                         | [ 39 ] [ 40 ]               |
| 30/01/2025                 | 194                 | –                                             | 120.315                                      | –                                                            | [ 39 ]                      |
| 31/01/2025                 | 184 (kế hoạch: 156) | –                                             | 112.176                                      | –                                                            | [ 39 ]                      |
| 01/02/2025                 | 184 (kế hoạch: 160) | –                                             | 110.013                                      | –                                                            | [ 39 ]                      |
| 02/02/2025                 | 184 (kế hoạch: 160) | –                                             | 88.051                                       | –                                                            | [ 39 ]                      |
| Tổng cộng                  | –                   | –                                             | –                                            | –                                                            |                             |

## Sự cố và bê bối

### Quá trình thi công
Ngày 10 tháng 11 năm 2020, tại trụ P14-10, phát hiện gối dầm cầu cạn bị rơi khỏi vị trí lắp đặt làm hỏng đường ray phía trên, nguy cơ ảnh hưởng tuổi thọ công trình cũng như an toàn chạy tàu. Theo chủ đầu tư là Ban quản lý đường sắt đô thị TP.HCM (MAUR), gối cao su (gối trái theo hướng từ Bến Thành đi Suối Tiên) sử dụng cho dầm cầu cạn tại vị trí trụ P14-10 (dầm đã lắp 4 năm trước) bị rơi khỏi vị trí đá kê gối "không rõ nguyên nhân". Việc này khiến đường ray đã lắp phía trên hư hỏng, bung khỏi các bu-lông liên kết với hệ thống đỡ ở dưới; bê tông đệm đường ray ở vị trí này bị nứt. MAUR đánh giá sự cố có nguy cơ gây nứt vỡ cục bộ gối dầm khi chịu tác động. Đặc biệt cả đoạn dầm hoàn thiện sẽ chịu sự uốn xoắn bởi lực phân bổ không đều khi gối cao su rơi ra ngoài, dẫn đến phần đáy, thành dầm chữ U, nhiều khả năng cũng bị nứt. Việc này bị cho làm giảm khả năng chịu lực, ảnh hưởng tuổi thọ công trình và nguy cơ mất an toàn khi đoàn tàu chạy. Qua rà soát, MAUR phát hiện 2 gối lắp trên công trình nhẹ hơn 9 kg so với hồ sơ thiết kế, và vật liệu thép dùng cho gối cầu không đúng quy định hợp đồng. MAUR cho rằng tổng thầu (Liên danh Tư vấn chung (NJPT) và Liên danh Sumitomo – Cienco 6 (SCC)) có dấu hiệu chối bỏ trách nhiệm, kéo dài sự việc.
Ngày 2 tháng 4 năm 2021, phát hiện thêm bốn gối cầu bị sự cố. Bốn gối cầu nằm ở vị trí trụ P9-05 đoạn cầu cạn VD19 và trụ P11-06 đoạn cầu VD11, thuộc gói thầu CP2 (đoạn trên cao và depot) tuyến Metro số 1. Các gối bị xê dịch khỏi đá kê 7–11 mm. Trong số này, hai gối sản xuất từ nhà máy Megaba (Hàn Quốc), còn lại từ nhà máy Kawakin (Nhật Bản). Chưa rõ nguyên nhân bốn gối dịch chuyển. Việc tiếp tục xảy ra sự cố, cùng hai gối bị phát hiện trước đó khiến MAUR nhận định sự dịch chuyển gối lệch khỏi đá kê "có tính chất hệ thống". MAUR yêu cầu khẩn trương làm rõ nguyên nhân nhằm giảm tối đa ảnh hưởng, thiệt hại công trình. Do công trình chưa bàn giao nên liên danh Sumitomo – Cienco 6 (SCC – đơn vị phụ trách gói thầu) phải chịu trách nhiệm về các vấn đề trên.

### Vận hành
Vào khoảng 18:30, ngày 26/12/2024, đoàn tàu mang số hiệu 1700 xuất phát từ ga Bến xe Suối Tiên đến ga Bến Thành đã tạm dừng tại ga Ba Son để kiểm tra kỹ thuật. Nguyên nhân ban đầu được xác định do lỗi tín hiệu trong hệ thống điều khiển, khiến tàu phát tín hiệu cảnh báo sai. Sự cố này dẫn đến việc đoàn tàu trước đó khi đến ga Công viên Văn Thánh phải tạm dừng chờ. Một số hành khách không chờ đợi được nên đã rời khỏi ga, tìm phương tiện khác để di chuyển. Sau khi sự cố được xử lí bởi đội ngũ kỹ thuật, đoàn tàu tiếp tục hành trình sau khoảng 10 phút.
Chiều ngày 27/12/2024, TP.HCM hứng chịu cơn mưa lớn trái mùa kèm dông lốc và sấm sét. Vào khoảng 17:25, hệ thống bảo vệ an toàn điện của tuyến kích hoạt, khiến MAUR và Công ty TNHH MTV đường sắt đô thị số 1 TP. HCM (HURC1) tạm dừng vận hành tuyến, đưa các tàu về các ga để kiểm tra toàn bộ hệ thống và đảm bảo an toàn cho hành khách, đồng thời nhân viên nhà ga hỗ trợ và trấn an hành khách trong thời gian chờ đợi. Sau khi xác nhận không có bất thường, hệ thống tuyến hoạt động trở lại lúc 19h05.
Trưa ngày 03/01/2025, vận hành tuyến gặp gián đoạn khi một đoàn tàu dừng tại ga Phước Long chưa thể rời ga. Sự cố này khiến đoàn tàu ở ga Rạch Chiếc, nhà ga trước đó, phải chờ đợi. Theo đại diện HURC1, đơn vị vận hành tuyến, nguyên nhân là do cửa chắn ke (PSD) tại ga Phước Long gặp lỗi, chưa thể đóng lại. Sau khoảng 20 phút tạm dừng để xử lý sự cố, đoàn tàu tại 2 nhà ga đã tiếp tục lộ trình.
Ngày 05/01/2025, sự cố tín hiệu khiến 141/200 chuyến tàu bị chậm trễ, gồm 18 chuyến xuất bến và 123 chuyến về bến.
Vào khoảng 17h00, ngày 14/01/2025, Mưa lớn khiến 3 đoàn tàu trượt bánh khi vào ga, dẫn đến 5 đoàn tàu phải tạm dừng trong 30 phút. Ngoài ra, hệ thống PSD tại ga Khu Công nghệ cao và ga Bến xe Suối Tiên gặp lỗi.
Vào 15h18, ngày 25/01/2025, Đoàn tàu số 1505 buộc phải ngưng khởi hành do hành khách cản trở cửa tàu đóng.

## Hình ảnh

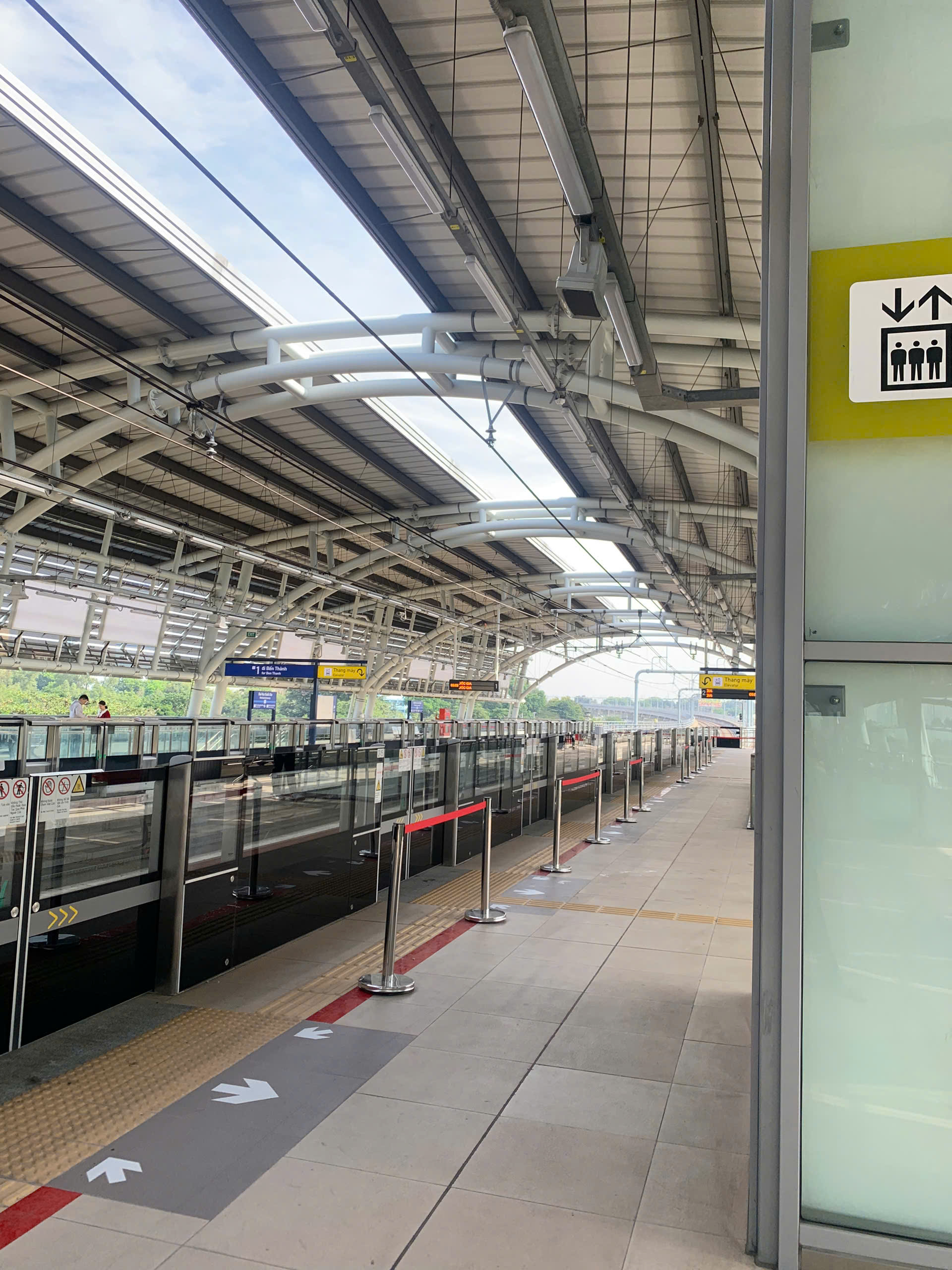
Ga Đại học Quốc gia, ke ga

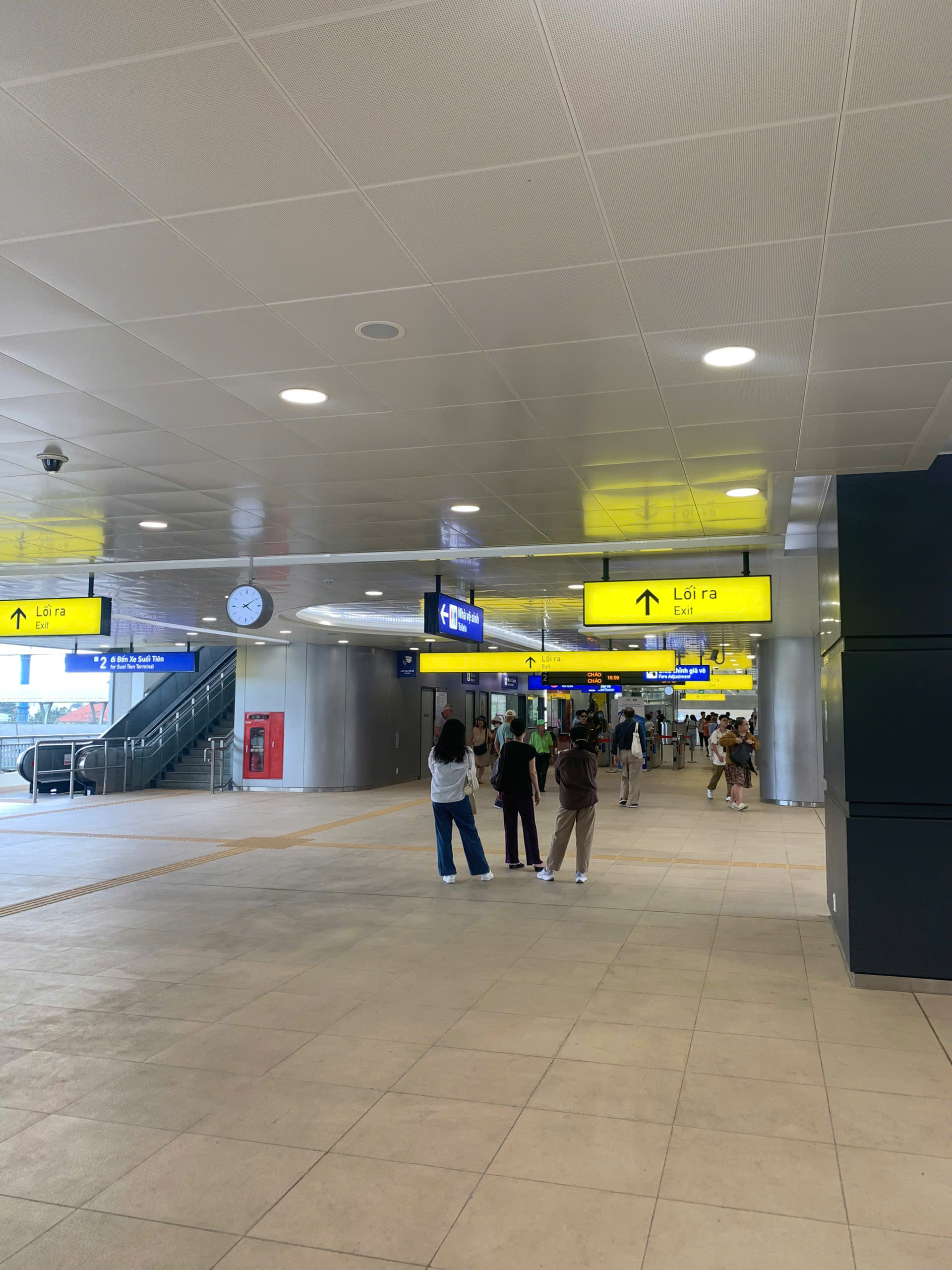
Ga Đại học Quốc gia, tầng 1